# Voto (Kantabrien)
Voto ist eine Gemeinde in der spanischen Autonomen Region Kantabrien.

## Geografie
Voto grenzt im Norden an die Gemeinden Bárcena de Cicero und Colindres, im Westen an Solórzano, im Süden an Ruesga und Ramales de la Victoria und im Osten an Limpias und Ampuero. Sie ist Teil der Region Trasmiera und die Flüsse Limpias und Rada fließen durch Voto. Im Osten isolieren die Gebirgszüge Breñas, Sel und Mullir es vom Asón-Tal.

## Ortsteile
- Bádames (Hauptsitz)
- Bueras
- Caras
- Llánez
- Nates
- Padiérniga
- Rada
- San Bartolomé de los Montes
- San Mamés de Aras
- San Miguel de Aras
- San Pantaleón de Aras
- Secadura

## Bevölkerungsentwicklung
| 1900 | 1910 | 1920 | 1930 | 1940 | 1950 | 1960 | 1970 | 1980 | 1990 | 2000 | 2019 |
| ---- | ---- | ---- | ---- | ---- | ---- | ---- | ---- | ---- | ---- | ---- | ---- |
| 3151 | 3370 | 3483 | 3598 | 3870 | 4079 | 3698 | 3292 | 2816 | 2661 | 2227 | 2724 |